# Leea acuminatissima
Leea acuminatissima är en vinväxtart som beskrevs av Merrill. Leea acuminatissima ingår i släktet Leea och familjen vinväxter. Inga underarter finns listade i Catalogue of Life.